# Hoàng Xuân Vinh
Hoàng Xuân Vinh (født 6. oktober 1974 i Hanoi, Vietnam) er en vietnamesisk sportsskytte.
Hoàng sluttede på fjerdepladsen i 50 meter fri ved sommer-OL 2012 i London og sluttede på niendepladsen i 10 meter luftpistol.
Ved de olympiske skydekonkurrencer 2016 i Rio de Janeiro vandt han en guldmedalje i 10 meter luftpistol og en sølvmedalje i 50 meter freestyle pistol.